# Кушіма
31°27′53″ пн. ш. 131°13′43″ сх. д. / 31.46472° пн. ш. 131.22861° сх. д.
Кушіма (яп. 串間市) — місто в Японії, в префектурі Міядзакі.

## Загальна інформація
Площа міста складає 294,98 км², населення — 19 265 чоловік (1 серпня 2014), щільність населення — 65,31 чол./км².
Місто розташоване на острові Кюсю в префектурі Міядзаки регіону Кюсю. Із ним межують міста Нітінан, Міяконоджьо, Сібусі.